# Deinopa mesancona
Deinopa mesancona är en fjärilsart som beskrevs av George Francis Hampson 1926. Deinopa mesancona ingår i släktet Deinopa och familjen nattflyn. Inga underarter finns listade i Catalogue of Life.